# Clou de Paris
Pour l’article homonyme, voir Clou de Paris (horlogerie).
 (octobre 2024).
Les clous de Paris sont des éléments métalliques en acier de 10 à 15 centimètres de diamètre, utilisés principalement pour la fixation de pavés dans les rues parisiennes, matérialisant les premiers passages piétons parisiens à partir de 1925. Ils sont reconnaissables à leur forme cylindrique et leur tête large qui dépasse légèrement du sol.

## Histoire
Les clous de Paris ont été introduits au début du XXe siècle pour améliorer la durabilité des pavés dans les rues de la capitale française. Leur utilisation a permis de réduire l'usure causée par le passage constant de véhicules et piétons.

## Utilisation
Les clous sont généralement fabriqués en acier galvanisé pour résister à la corrosion. Ils sont installés en étant enfoncés dans le pavé, laissant la tête visible pour assurer une fixation solide.

## Symbolique
Outre leur fonction pratique, les clous de Paris sont devenus un symbole du patrimoine urbain parisien. Ils sont souvent associés à l'élégance et à l'histoire des rues pavées de la ville. Le terme de « passage clouté » est resté dans le langage courant pour désigner les passages piétons, aujourd'hui matérialisés par des bandes blanches.